# Со Ин Су
Со Ин Су (кор. 서은수) — південнокорейська акторка та модель.

## Біографія
Лі Чон Мін народилася 2 березня 1994 року в південнокорейському місті Пусан, перед початком кар'єри вона взяла сценічне ім'я Со Ин Су. Свою акторську кар'єру вона розпочала у 2015 році зі зйомок в рекламі, у наступному році вона дебютувала на телебаченні зігравши невелику роль в романтично комедійному серіалі «Навіть не мрій». Підвищенню популярності акторки сприяла одна з головних ролей в популярному серіалі вихідного дня «Моє золоте життя» 2017 року. У 2018 році вона зіграла свою першу роль в кіно в романтичній комедії «В день нашого весілля», у тому ж році вона стала однією з ведучіх другого сезону кулінарного шоу «Чотириколісний ресторан». У 2019 році Ин Су зіграла головну жіночу роль в комедійному юридичному серіалі «Юридична сутичка».

## Фільмографія

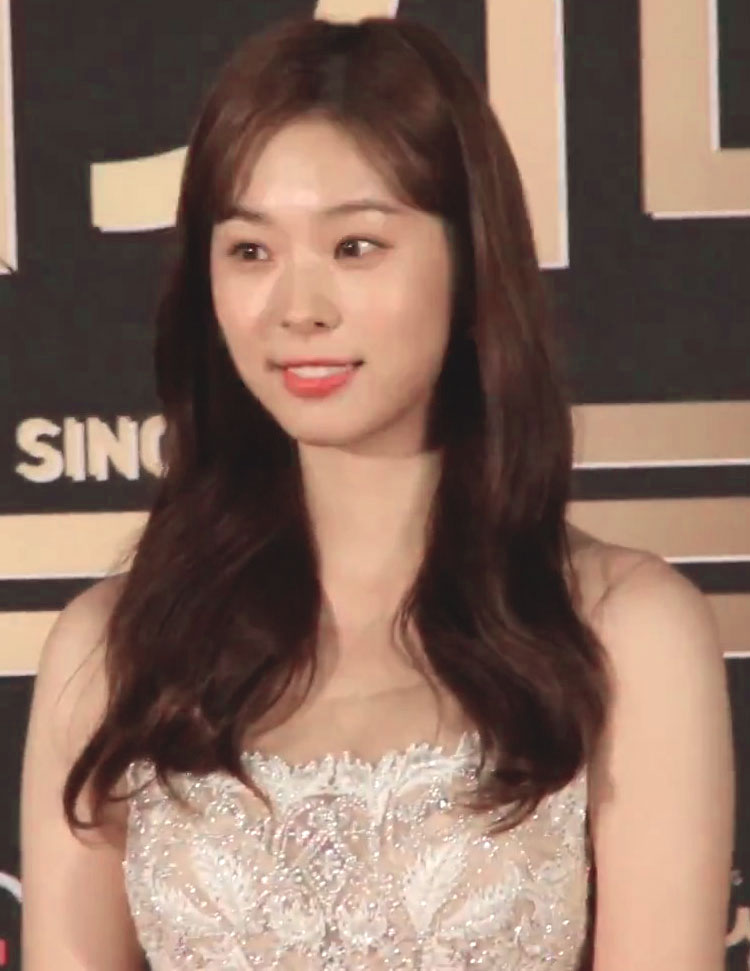
Со Ин Су у 2017 році

### Телевізійні серіали
| Рік       | Назва                                | Роль                                | Мережа  |
| --------- | ------------------------------------ | ----------------------------------- | ------- |
| 2016      | «Навіть не мрій»                     | Лі Хон Дан                          | SBS     |
| 2016      | «Романтичний лікар»                  | У Йон Хва                           | SBS     |
| 2017      | «Дуель»                              | Рю Мі Ре                            | OCN     |
| 2017      | «Моє золоте життя»                   | Со Чі Су                            | KBS2    |
| 2018      | «Усмішка що залишилася в твоїх очах» | Пек Син А                           | tvN     |
| 2018      | «Топ менеджмент» (вебсеріал)         | Ю Ин Сон                            | Kakao M |
| 2019      | «Юридична сутичка»                   | Со Че Ін                            | JTBC    |
| 2019      | «Готель дель Луна»                   | Вероніка (камео, 11 серія)          | tvN     |
| 2020      | «Ітевон клас»                        | шукачка підробітки (камео, 6 серія) | JTBC    |
| 2020      | «Чи хотіли б ви повечеряти разом?»   | стюардеса (камео, 1 та 2 серії)     | MBC     |
| 2020      | «Зниклий: Інша сторона»              | Чхве Йо На                          | OCN     |
| 2022-2023 | «Розблокуйте мого боса»              | Чон Се Йон                          | ENA     |

### Фільми
| Рік  | Назва                     | Роль         |
| ---- | ------------------------- | ------------ |
| 2018 | «В день нашого весілля»   | Пак Мін Кьон |
| 2022 | «Творець короля»          | Су Йон       |
| 2022 | «Відьма: Частина 2. Інша» | Чо Хьон      |

## Шоу
- 2018 — «Чотириколісний ресторан»[en]

## Нагороди
| Рік  | Нагорода                      | Категорія                      | Робота             | Результат | Прим. |
| ---- | ----------------------------- | ------------------------------ | ------------------ | --------- | ----- |
| 2017 | 2-га Премія азійський артист  | Висхідна зірка                 | Н/Д                | Перемога  | [ 5 ] |
| 2017 | 31-ша Премія KBS драма        | Краща нова акторка             | «Моє золоте життя» | Номінація |       |
| 2018 | 54-та Премія мистецтв Пексан  | Краща нова акторка телебачення | «Моє золоте життя» | Номінація | [ 6 ] |
| 2018 | 11-та Премія корейської драми | Краща нова акторка             | «Моє золоте життя» | Перемога  | [ 7 ] |